# Konstantin Lukitsch Jefremow
Konstantin Lukitsch Jefremow, alias Jernström, Deckname: Bordo (* 15. Mai 1910 im Dorf Sawodski Chutor, Gouvernement Tula (eine andere Quelle sagt Gouvernement Orjol); † (Sein Schicksal nach 1945 ist ungewiss) laut ru: 1943 in Berlin) war ein sowjetischer Hauptmann des Militär-Nachrichtendienstes Glawnoje Raswedywatelnoje Uprawlenije (GRU) und Organisator der Roten Kapelle in den Niederlanden.

## Leben
Nach Beendigung der siebenjährigen Schulausbildung und der Arbeiterfakultät in Tula besuchte er das Moskauer chemisch-technologische Institut, welches bald darauf in die Militär-chemische Akademie umgewandelt wurde. 1937 beendete er die Akademie mit dem Titel eines Militärtechnikers 1. Ranges (Oberleutnant) und begann in der 4. Abteilung der GRU zu arbeiten. Diese Abteilung beschäftigte sich mit der Militärtechnischen Aufklärung.
Jefremow setzte seine Ausbildung in der Zentralen Schule zur Ausbildung von Kommandeuren des Stabes fort. Nach Beendigung der Ausbildung wurde er ausgewählt zur Arbeit in der verdeckten Aufklärung. Er beherrschte die deutsche Sprache hervorragend. Nachdem er die entsprechende Vorbereitung abgeschlossen hatte, fuhr er über Odessa nach Budapest, wo er neue Dokumente und einen finnischen Pass erhielt. Er hielt sich einige Wochen in der Schweiz auf und fuhr dann nach Paris und einige Zeit später nach Brüssel. Am 6. September 1939 kam Jefremow in Belgien an. Er hatte einen Pass, ausgegeben in New York auf den Namen Erik Jernström, finnischer Student, geboren am 3. November 1911 in Vaasa und seit 1932 in den USA lebend. In Brüssel besuchte er das Polytechnische Institut und führte das Leben eines gewöhnlichen Studenten.
Jefremow erhielt regelmäßig Geldüberweisungen aus den USA. Ihr Umfang war begrenzt, entsprechend der Lage eines Studenten und erregten keinen Verdacht. Er erhielt Postkarten mit Mitteilungen der Residenz der GRU in den USA. Außerdem erhielt Jefremow Geld von der sowjetischen Handelsvertretung in Brüssel. Die Handelsvertretung brachte ihn mit einem belgischen Industriellen in Verbindung, der ihm wichtige Informationen über die Industrie übergab. Der Name dieses Industriellen blieb unbekannt.
Bis zum Beginn des Zweiten Weltkrieges hatte Jefremow die Aufgabe, technische Informationen über Chemiebetriebe zu sammeln. Mit Beginn des Krieges wurde ihm aufgetragen, in den Niederlanden ein Informationsnetz zu schaffen, mit dem Ziel, militärische, politische und ökonomische Informationen zu erhalten. Er nahm die Dienste von Franz Schneider und Johann Wenzel in Anspruch, die er bereits früher angeworben hatte. Er organisierte das Netz unabhängig von Leopold Trepper und Anatoli Markowitsch Gurewitsch. Er spielte eine führende Rolle bei der Organisation und Leitung des Niederländischen Netzes der Roten Kapelle, wobei er Schneider und Wenzel als Mittelsleute einsetzte.
Auf Anordnung der GRU traf er sich im Mai 1942 mit Trepper im Haus von Schneider in Brüssel und übernahm von Gurewitsch sein niederländisches Netz. Johann Wenzel erklärte sich einverstanden, als Funker der neuen Gruppe zu arbeiten.
Nach der Verhaftung Wenzels wandte sich Franz Schneider am 30. Juli 1942 an Ernst Bomerston (?) mit der Bitte, Jefremow zu verstecken. Jedoch schaffte es Jefremow nicht, zu Bomerston umzuziehen; er wurde während eines Treffens, bei dem er gefälschte Dokumente erhalten sollte, verhaftet. Er wurde brutal gefoltert, um die Namen ihm bekannter Illegaler in Belgien und Frankreich zu erfahren. In einem Kassiber, den er Wenzel während des Spaziergangs übergeben konnte, schrieb er: „Ich ging in Breendonk durch die Hölle und habe alles durchlebt. Ich habe nur noch einen Wunsch - meine Mutter wiederzusehen“. Nachdem er gefoltert wurde, erklärte er sich bereit für die Abwehr in einem „Funkspiel“ zu arbeiten.